# Diocesi di Gibilterra
La diocesi di Gibilterra (in latino Dioecesis Gibraltariensis) è una sede della Chiesa cattolica nel Regno Unito immediatamente soggetta alla Santa Sede. Nel 2021 contava 25.000 battezzati su 34.000 abitanti. È retta dal vescovo Carmelo Zammit.

## Territorio
La diocesi comprende il territorio di Gibilterra (Regno Unito) nella penisola Iberica e confina con la diocesi spagnola di Cadice e Ceuta. 
Sede della diocesi è la cattedrale di Santa Maria Incoronata (St.Mary the Crowned).
Il territorio è suddiviso in 5 parrocchie.

## Storia
Il vicariato apostolico di Gibilterra fu eretto nel 1816, ricavandone il territorio dalla diocesi di Cadice e Algeciras (oggi diocesi di Cadice e Ceuta).
Il 15 marzo 1839 con il breve Universi Dominici Gregis di papa Gregorio XVI al vicario apostolico, fino ad allora un presbitero, fu attribuita dignità episcopale.
Il 19 novembre 1910 il vicariato apostolico è stato elevato a diocesi con il breve Quae ad spirituale di papa Pio X.
Il 31 maggio 1979, con la lettera apostolica Si quis, papa Giovanni Paolo II ha confermato la Beata Maria Vergine, Madre di Cristo, venerata con il titolo di Nostra Signora d'Europa, patrona principale della diocesi.

## Cronotassi dei vescovi
Si omettono i periodi di sede vacante non superiori ai 2 anni o non storicamente accertati.
- John Baptist Nosardy Zino † (25 gennaio 1816 - 1839 dimesso)
- Henry Hughes, O.F.M. † (15 marzo 1839 - 1856 dimesso)
- John Baptist Scandella † (28 aprile 1857 - 27 agosto 1880 deceduto)
- Gonzalo Canilla † (8 marzo 1881 - 18 ottobre 1898 deceduto)
- James Bellord † (5 febbraio 1899 - 29 luglio 1901 dimesso)
- Remigio Guido Barbieri, O.S.B. † (29 luglio 1901 - 15 aprile 1910 deceduto)
- Henry Gregory Thompson, O.S.B. † (10 novembre 1910 - 25 maggio 1927 dimesso[2])
- Richard Joseph Fitzgerald † (25 maggio 1927 - 15 febbraio 1956 deceduto)
- John Farmer Healy † (18 luglio 1956 - 17 febbraio 1973 deceduto)
- Edward Rapallo † (5 luglio 1973 - 6 febbraio 1984 deceduto)
- Bernard Patrick Devlin † (20 ottobre 1984 - 14 febbraio 1998 ritirato)
- Charles Caruana † (14 febbraio 1998 - 18 marzo 2010 ritirato)
- Ralph Heskett, C.SS.R. (18 marzo 2010 - 20 maggio 2014 nominato vescovo di Hallam)[3]
  - Sede vacante (2014-2016)
- Carmelo Zammit, dal 24 giugno 2016

## Statistiche
La diocesi nel 2021 su una popolazione di 34.000 persone contava 25.000 battezzati, corrispondenti al 73,5% del totale.
| anno | popolazione | popolazione | popolazione | presbiteri | presbiteri | presbiteri | presbiteri                | diaconi | religiosi | religiosi | parrocchie |
| anno | battezzati  | totale      | %           | numero     | secolari   | regolari   | battezzati per presbitero | diaconi | uomini    | donne     | parrocchie |
| ---- | ----------- | ----------- | ----------- | ---------- | ---------- | ---------- | ------------------------- | ------- | --------- | --------- | ---------- |
| 1950 | 21.250      | 24.410      | 87,1        | 10         | 10         |            | 2.125                     |         | 10        | 19        | 2          |
| 1969 | 18.500      | 27.017      | 68,5        | 13         | 12         | 1          | 1.423                     |         | 14        | 26        | 3          |
| 1980 | 21.713      | 30.270      | 71,7        | 11         | 11         |            | 1.973                     |         |           | 23        | 5          |
| 1990 | 22.000      | 30.000      | 73,3        | 9          | 8          | 1          | 2.444                     |         | 1         | 16        | 5          |
| 1999 | 23.000      | 26.500      | 86,8        | 12         | 12         |            | 1.916                     |         |           | 4         | 5          |
| 2000 | 23.000      | 26.500      | 86,8        | 17         | 16         | 1          | 1.352                     |         | 1         | 5         | 5          |
| 2001 | 23.000      | 26.500      | 86,8        | 15         | 14         | 1          | 1.533                     |         | 1         | 5         | 5          |
| 2002 | 23.000      | 26.500      | 86,8        | 17         | 16         | 1          | 1.352                     |         | 1         | 5         | 5          |
| 2003 | 23.000      | 26.500      | 86,8        | 16         | 15         | 1          | 1.437                     |         | 1         | 5         | 5          |
| 2004 | 21.470      | 28.520      | 75,3        | 10         | 9          | 1          | 2.147                     |         | 4         | 9         | 6          |
| 2006 | 21.470      | 27.497      | 78,1        | 15         | 14         | 1          | 1.431                     |         | 5         | 10        | 5          |
| 2013 | 23.495      | 29.431      | 79,8        | 7          | 5          | 2          | 3.356                     |         | 2         | 1         | 5          |
| 2016 | 24.229      | 30.351      | 79,8        | 8          | 7          | 1          | 3.028                     |         | 1         | 1         | 5          |
| 2019 | 25.000      | 33.000      | 75,8        | 10         | 10         |            | 2.500                     |         |           | 1         | 5          |
| 2021 | 25.000      | 34.000      | 73,5        | 8          | 8          |            | 3.125                     |         |           | 1         | 5          |